# Ochanostachys
Ochanostachys es un género de plantas con flores  pertenecientes a la familia de las olacáceas. Comprende 2 especies descritas

## Taxonomía
El género fue descrito por Maxwell Tylden Masters y publicado en The Flora of British India 1: 576. 1875. La especie tipo es: Ochanostachys amentacea Mast.	

## Especies
- Ochanostachys amentacea Mast.
- Ochanostachys bancana Valeton